# Caloptilia acerifoliella
Caloptilia acerifoliella är en fjärilsart som först beskrevs av Victor Toucey Chambers 1875.  Caloptilia acerifoliella ingår i släktet Caloptilia och familjen styltmalar. Inga underarter finns listade i Catalogue of Life.